# 아라비아검

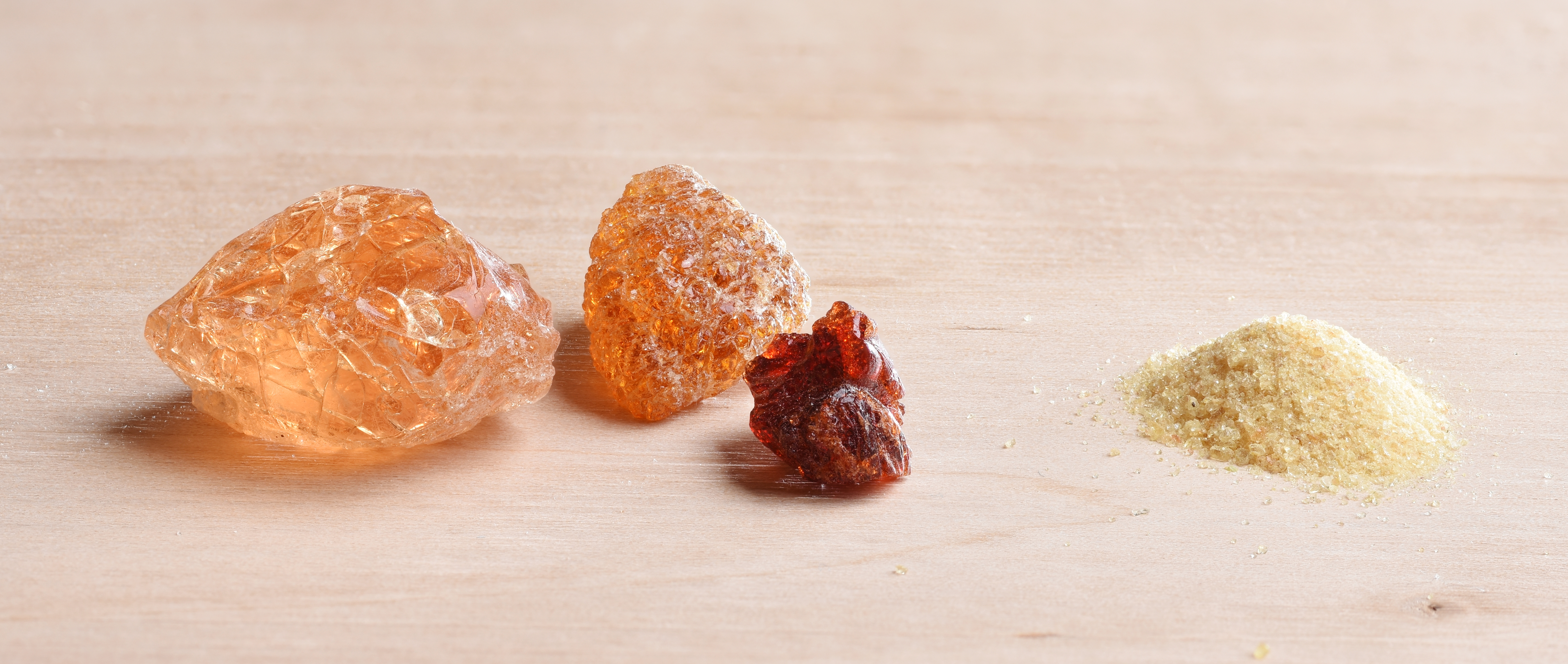
아라비아검의 조각과 분말

아라비아검(영어: Gum arabic)은 아카시아의 수액을 굳혀서 만든 천연검의 일종이다. 전통적으로 아라비아검은 Acacia nilotica로부터 추출되어 왔으나,근래에는 대부분 Acacia senegal과 Vachellia (Acacia) seyal로부터 추출하고 있다. 생산자들은 상업적인 목적으로 야생수로부터 검(gum)을 채취한다. 이때 대부분 수단지방에서 채취하며 세네갈에서 소말리아에 이르는 사헬지대에서 채취한다.
아라비아검은 당단백질과 다당류의 고분자 혼합물로서, 아라비아검에서 처음으로 추출되어 분리된 아라비노오스와 리보스를 얻는 데에 사용된다.
아라비아검은 주로 식품산업에서 안정제(stabilizer)로서 주로 사용된다. 식용으로서 E번호는 E414이다. 또한 아라비아검은 전통 석판 인쇄에서 중요하게 사용되는 물질이였으며, 잉크의 점성 조절, 인쇄, 화장품, 직물 산업 등 수많은 산업 분야에서 비슷한 역할을 하는 다른 비싼 물질들의 대체제로서 사용되고 있다.
아라비아검이 현재 대부분 아프리카 사헬지대를 통해 생산되고 있지만, 여전히 중동 지역에서 수확되고 사용된다.

## 정의
아라비아검은 네덜란드 헤이그에서 1999년 5월 19~23일에 열린 제 31차 CODEX 식품첨가물 위원회에서 콩과 식물 Acacia senegal 또는 Vachellia (Acacia) seyal의 줄기나 가지의 삼출액을 말린것으로 정의되었다.:4

## 이용
아라비아검은 식용가능한 접착제와 바인더로서 이용되어 왔다. 아라비아검에서 여러 성분의 비율이 광범위하여 결과를 예측하기 힘들기 때문에 독성이 문제가 되지 않는 곳에서는 다른 물질이 이를 대체했다. 그러나 아직도 청량음료의 시럽과 초콜릿 캔디나 껌등 다양한 부분에서 쓰이고 있다. 또한 미술가에게는 전통적인 수채 물감의 바인더로서, 사진가들에게는 검 페인팅의 재료로서, 그리고 불꽃놀이의 바인더로서 사용되고 있다. 의약품이나 화장품에서도 바인더이자, 유화제, 그리고 점성을 높이는 제재로서 사용하고 있다. 그리고 와인 청징제(淸澄劑)로서도 쓰인다.
아라비아 검은 구두약에도 쓰이며 담배종이와 우표와 봉투에 접착제로서 사용되기도 한다. 석판화에서도 물에 수용되는 수용성 영역의 면적을 유지하기 위해 이를 사용한다.또한 알루미늄 판화에서도 인쇄중 인쇄기와 판의 간극을 메움으로 판의 산화를 막아주는 역할도 한다.

### 식품
아라비아검은 유화제이자 점성을 높이는 물질로서 아이싱(icing), 껌 등의 과자류에 사용된다.

### 채색

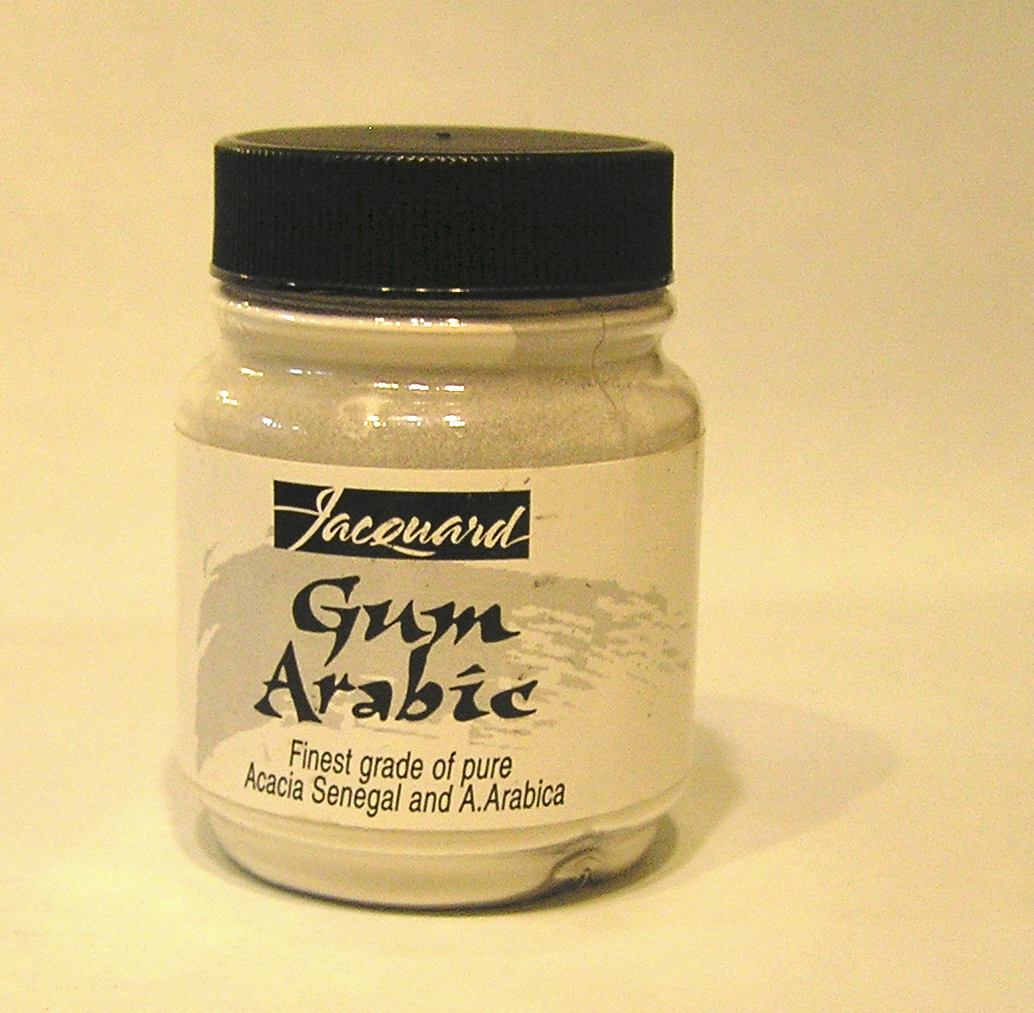
미술용 가루 아라비아검

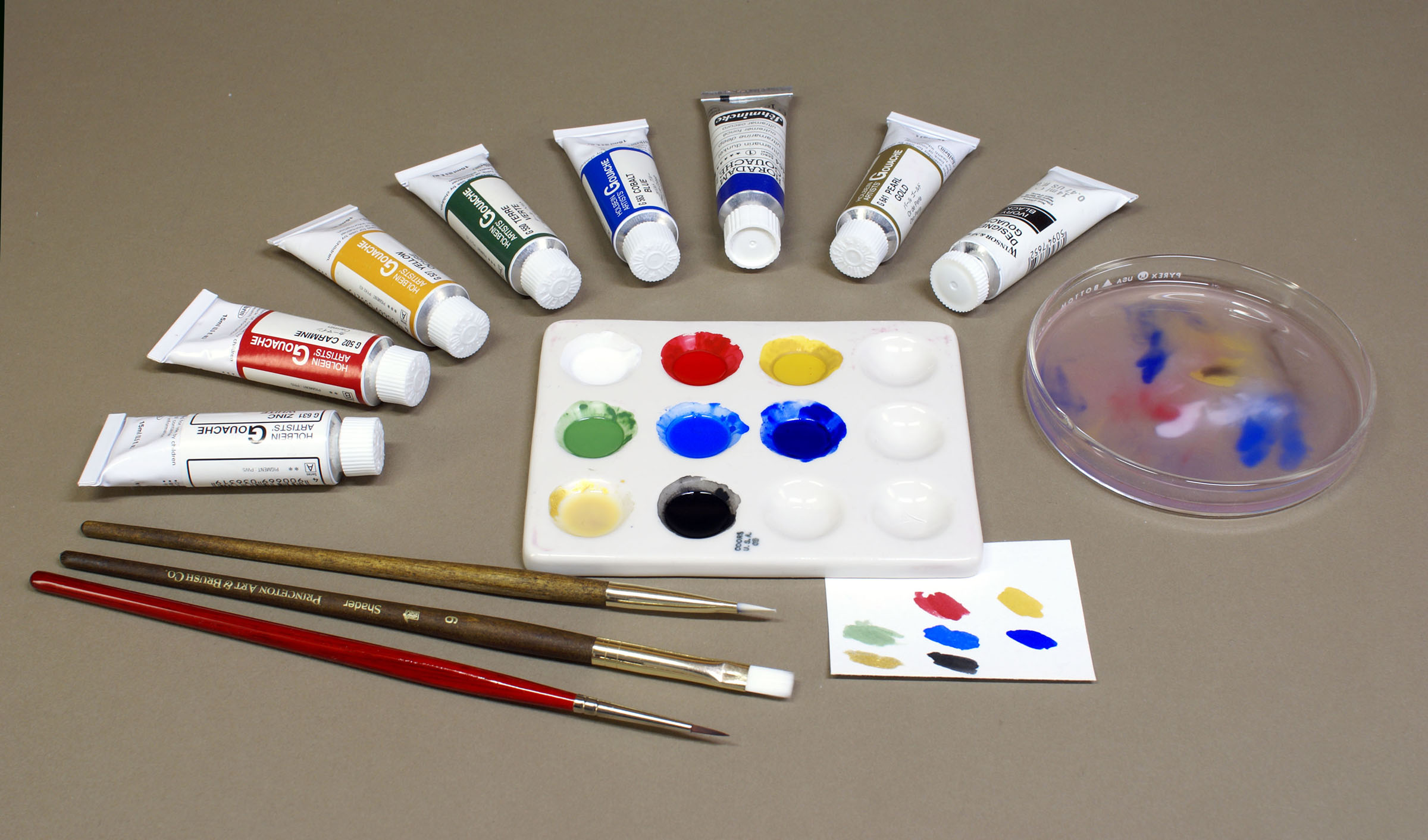
구아슈 물감의 모습. 일부는 아라비아검을 포함하고 있다.

아라비아검은 물에 잘 녹는 성질덕에 수채화 물감의 바인더로서 이용된다. 여러 색의 안료 안에 다양한 양의 아라비아 검이 들어가 수채화 물감이 만들어진다. 물이 마르고 나면 종이에 흡수되어 바인더로서의 역할은 하지 못한다.
만약 적은 물이 사용된 경우 마른 후에도 바인더이자, 그림의 빛에 의한 색바램을 막고, 빛의 반사를 높이는 역할을 한다. 아라비아검은 안료 입자를 확산을 용이하게 하여 도료에 의한 섬세한 조절을 가능하게 한다. 덧붙여서, 물의 증발 속도를 늦추어서 더 긴 작업시간을 보장하여 준다.

### 요업
아라비아검은 도예에서 유약 첨가물로 오랜 역사를 지니고 있다. 바인더처럼 작용하여 유약이 점토에 잘 고착되도록한다. 또한 해교제로서 작용하여, 유약 혼합물의 유동성을 높인다.

### 사진술
검 프린팅(gum printing)에서는 아라비아검을 중크로뮴산 포타슘이나 중크로뮴산 암모늄, 그리고 안료와 섞어서 컬러사진의 유화액으로 이용하여, 자외선에 노출될 때 물에 용해가 상대적으로 덜되도록 한다. 그리고 아라비아검은 종이에 안료를 영구적으로 고정하는 역할을 한다.

### 인쇄
아라비아검은 전통 석판화는 물론 알루미늄 판화에서 에칭을 막는 역할을 한다.

### 불꽃놀이
아라비아검은 불꽃놀이에서 수용성 바인더로써 쓰인다.

## 물리적 특성

### 액체 표면장력에 미치는 영향
아라비아검은 액체의 표면장력을 줄여 탄산음료의 거품 생성을 도와준다.

## 구성
아라비노갈락탄은 아라비노오스와 갈락토오스로 구성된 생물 고분자 물질로서, 아라비아검을 포함한 식물 고무의 구성성분이다.

## 제조

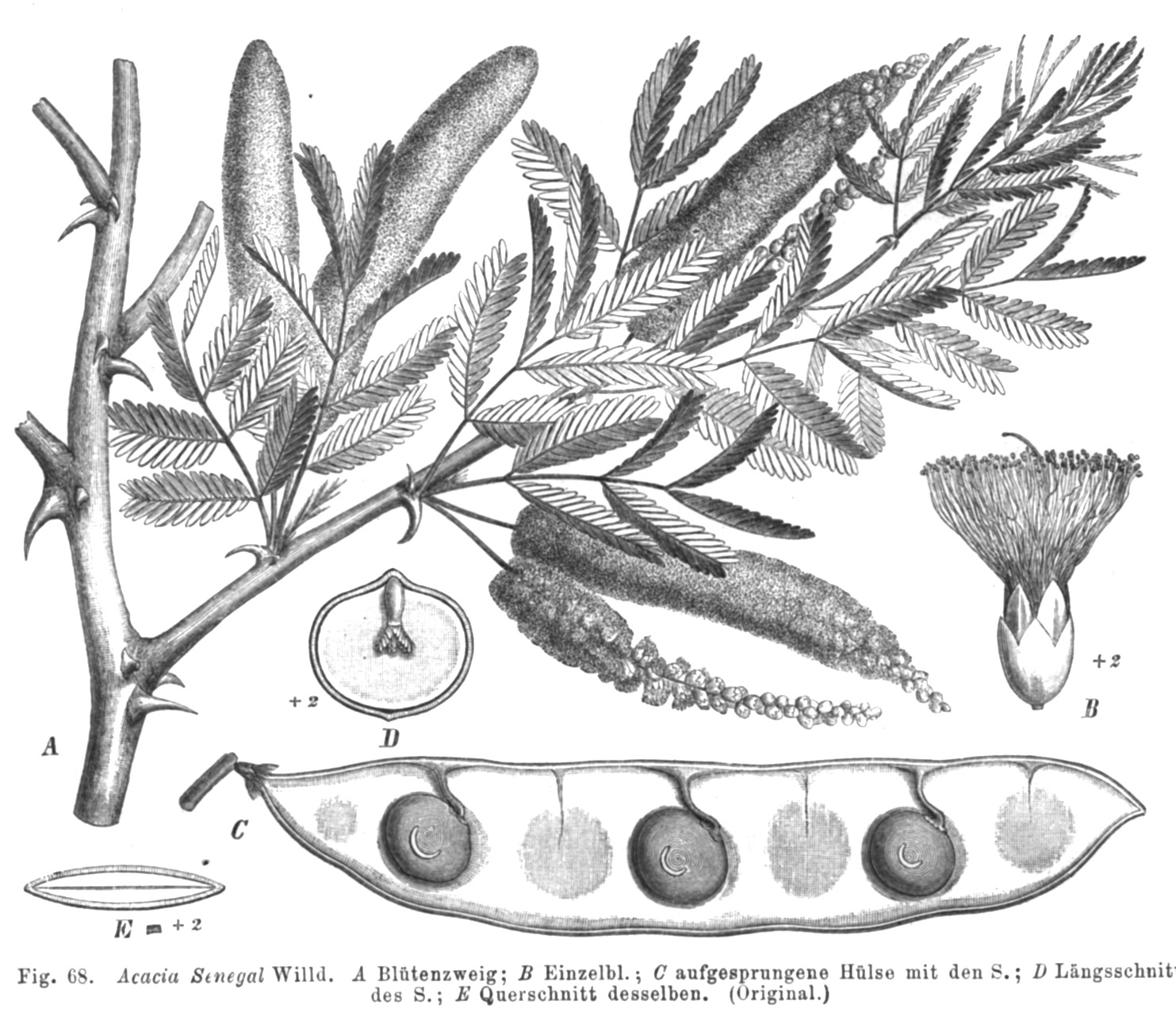
Acacia Senegal의 모습

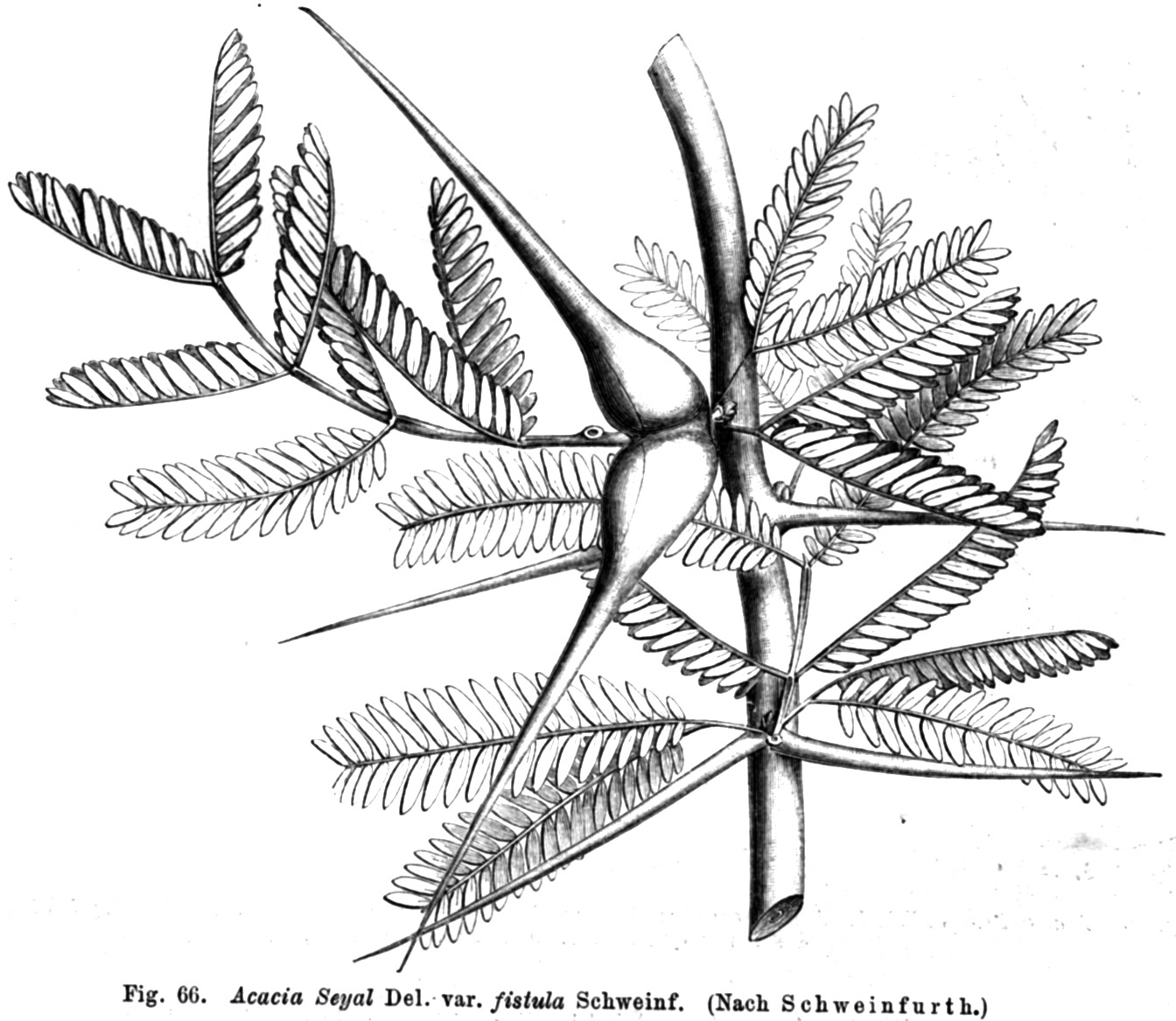
Acacia Seyal의 모습

아라비아검이 중동, 서아시아, 수단에서 고대부터 재배해왔지만, 사하라 이남에서도 오랜 기간동안 재배해왔다. 그 아라비아검은 사헬지대에 풍부했던 아카시아 나무로부터 수출되어 왔다. 예로부터 반유목민들에 의해 재배돼왔고, 지금도 일부 아프리카 국가에서 재배되고 있다. 오늘날, 주로 모리타니, 말리, 세네갈, 부르키나파소, 니제르, 나이지리아, 차드, 카메룬, 수단, 에리트리아, 소말리아, 에티오피아, 케냐 그리고 탄자니아에서 아라비아검을 채취할 목적으로 아카시아 나무를 기르고 있다. 주로 우기의 중반쯤에 수확하여(일반적으로 7월부터 수확을 시작함), 11월쯤 건기가 오면 수출을 한다. 전세계 아라비아검의 수출량(2008)은 60,000톤 정도로 추정된다. 2007년의 경우 수단, 차드, 나이지리아가 전세계 수출의 약 95%를 수출하였으며, 한때 생산자 연맹을 만들기 위한 논의를 하기도 했다.

## 같이 보기
- 매스틱 (수지)